# Telefonkönyv

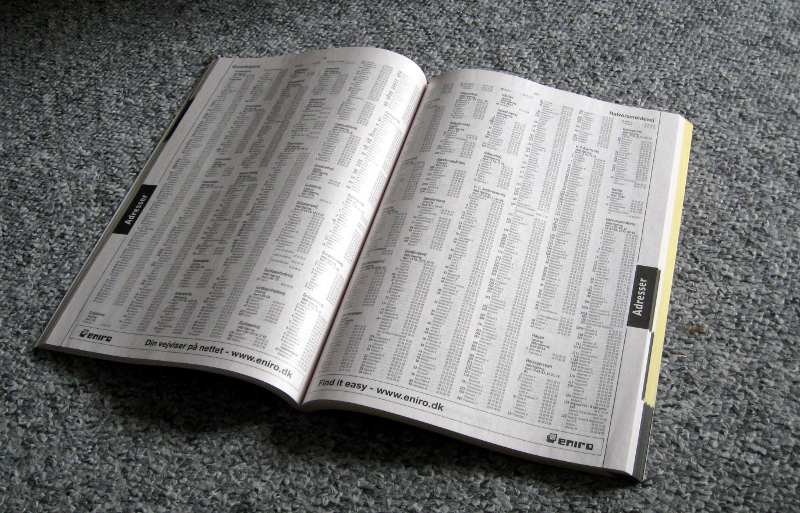
Telefonkönyv oldalai

A telefonkönyv a vezetékes távközlési szolgáltatók hivatalos előfizetői névsora, egyben az egyetemes (vezetékes) távközlési szolgáltatók által kötelezően megjelentetett távközlési névsor. Nyomtatott változata név szerinti keresésre alkalmas, ábécérendben tartalmazza a vezetékes telefonelőfizetők alapadatait, amennyiben – főszabályként – azok közzétételéhez az előfizető hozzájárult.
A telefonkönyv segítségével barátok, szomszédok, de még idegen emberek is megtalálhatják egymás adatait, szolgáltatók elérhetőségeit, megkönnyítve ezzel a mindennapi életet.

## Története
A telefonnak, Alexander Graham Bell 1875-ös találmányának elterjedését követően szükségessé vált az előfizetők nyilvántartása.

### Magyarországon
Az első telefonközpont 1881. május 1-jén kezdte meg működését Budapesten. A legrégebbi fennmaradt budapesti előfizetői névsort 1882. február 1-jén adták ki. A névsor eredetije ma is megtalálható a Telefónia Múzeumban.
Napjainkban a hivatalos előfizetői névsor kiadója a Magyar Telefonkönyvkiadó Társaság Kft. (MTT). A cég 1991-ben alakult a magyar telefonkönyvek és az Arany Oldalak szakmai telefonkönyv sorozat kiadására.
A hivatalos telefonkönyvben megjelenő előfizetői adatokat a vezetékes távközlési szolgáltatók adják át az MTT-nek megjelentetés céljából, míg az üzleti adatbázist, valamint a hirdetéseket az MTT szerkeszti. Az MTT által előállított nyomtatott és CD-ROM alapú távközlési névsorokat a vezetékes távközlési szolgáltatók térítésmentesen terjesztik előfizetőik körében. A digitalizáció hatására egyre csökkent a nyomtatott telefonkönyvek utáni igény, ezért 2022-ben úgy döntöttek, hogy 2023-tól, 140 év után megszüntetik az ilyen telefonkönyvek kiadásának kötelezettségét.
Az MTT telefonkönyves története dátumokban:
- 1991. augusztus 23.: Az MTT Kft. magyarországi bejegyzése
- 1991. december 14.: Az első európai normákat követő Telefonkönyv (Budapest) megjelenése
- 1992. június 22.: Az első megyei Telefonkönyv (Somogy) megjelenése
- 1994. augusztus 11.: Az első Városi Telefonkönyv (Sopron) megjelenése
- 1995. november 1.: Az internetes távközlési névsorok indítása
- 1997. június 1.: Az első CD-ROM (Budapesti telefonkönyv) megjelenése
- 2008. május 1.: Az internetes távközlési névsorok megújítása
- 2023: Megszűnt a kötelező nyomtatott telefonkönyvek kiadása

## Telefonkönyv kiadványok
- Budapesti telefonkönyv

A legnagyobb példányszámban megjelenő telekommunikációs jegyzék Magyarországon, a főváros valamennyi
egyéni és üzleti előfizetőjének évente aktualizált adataival, 1999 óta egy kötetben.
A budapesti háztartások és hivatalok segédeszköze.
- Megyei telefonkönyv

A lakosság körében jól ismert és elterjedt információforrás, mely egy adott megye egyéni és üzleti előfizetőinek betűrendben megjelenő adatait tartalmazza.
- Városi telefonkönyv

Helyieknek készült telefonkönyv. Kiváló helyi információs és reklámhordozó kiadvány, egy adott település
valamennyi egyéni és üzleti előfizetőjének adataival. A5-ös formátumban, helyi és regionális információkkal, térképpel, eseménynaptárral, menetrendekkel Magyarország közel 100 városának készül.

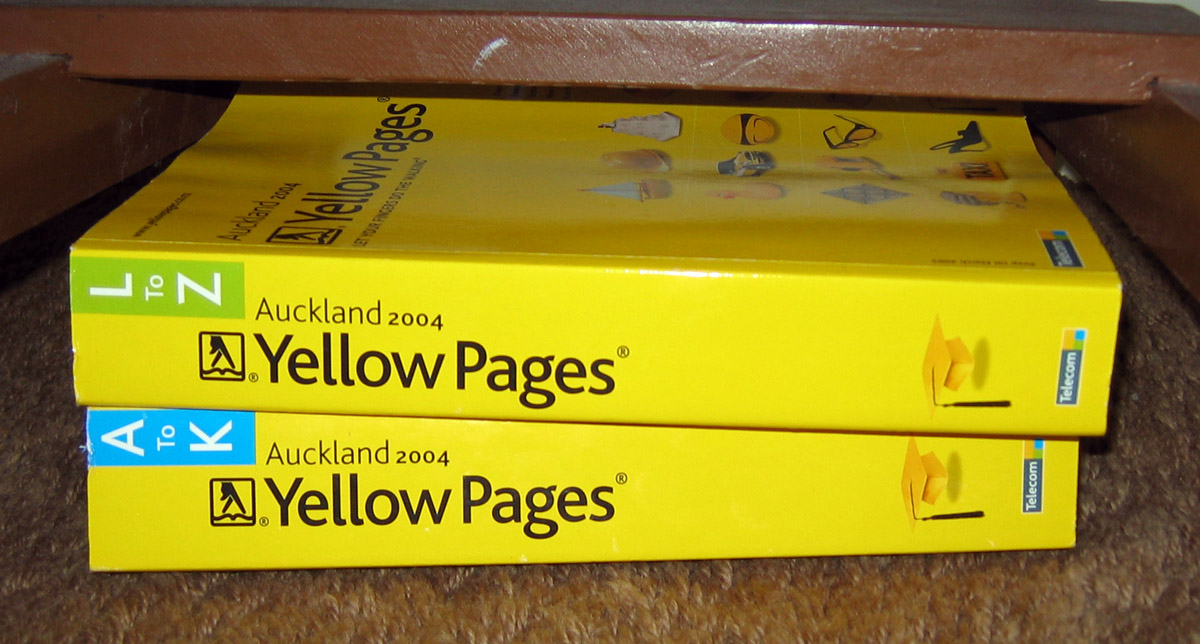
Aucklandi szakmai telefonkönyv

- Üzleti telefonkönyv (angolul Yellow Pages)

Cégek és vállalkozók közötti keresésre szolgáló üzleti kiadvány. Tulajdonsága, hogy egy kötetben jelenik meg az ábécérendben és szakma szerinti besorolásban szereplő cégek, vállalkozások listája.

## Külső hivatkozások
- A legrégebbi fennmaradt budapesti előfizetői névsor
- A Magyar Telefonkönyvkiadó Társaság honlapja
- Az MTT online telefonkönyve (Magyarország)
- Szerinted mikor adták ki az utolsó magyar telefonkönyvet? Player.hu, 2023. január 12.